# 落叶松
落叶松又名兴安落叶松，是松科落叶松属下的一种落叶乔木。

## 形态
落叶松是落叶乔木。叶线形，柔软，在长枝上散生，短枝上簇生；雌雄同株；球花单生于短枝；球果当年成熟，直立，种鳞不脱落；种子上端有翅。
落叶松根系可以与土壤中的乳牛肝菌属、蜡伞属、丝膜菌属、乳菇属等真菌形成外生菌根。

## 分布
落叶松最喜光，耐寒。均分布在高山地区，主要分布在西伯利亚东部、蒙古东北部、中国东北部和朝鲜。

## 用途
落叶松木材坚实耐用，供建筑、杆、枕木等用处，树皮可制胶，又为观赏树。

## 外部連結
- 落叶松 (Larix gmelinii var. gmelinii) （页面存档备份，存于）